# Saint-Geoirs
Saint-Geoirs település Franciaországban, Isère megyében. Lakosainak száma 487 fő (2022. január 1.). Saint-Geoirs Saint-Michel-de-Saint-Geoirs, Saint-Pierre-de-Bressieux, Brion, La Forteresse, Plan, Quincieu és Saint-Étienne-de-Saint-Geoirs községekkel határos.

## Népesség
A település népessége az elmúlt években az alábbi módon változott:
| Lakosok száma | 281  | 314  | 354  | 469  | 517  | 523  | 516  | 506  | 497  | 487  |
|               | 1968 | 1982 | 1990 | 2006 | 2013 | 2015 | 2017 | 2019 | 2020 | 2022 |